# Lava (Malonno)
Lava è una frazione del comune di Malonno, in media Val Camonica, provincia di Brescia.

## Geografia fisica

### Territorio
Lava è la propaggine settentrionale del comune di Malonno, a cui è ormai unita senza discontinuità.

## Monumenti e luoghi d'interesse

### Architetture religiose
Le chiese di Lava sono:

#### Chiesa di S. Santa Maria
Un muretto di granito circonda la chiesa di S. Maria, d'originaria struttura quattrocentesca, poi rimaneggiata nel ‘700, come dimostrano i bei portali in occhialino chiaro, l'eleganza dell'altare maggiore in marmi intarsiati e la raffinatezza delle soase dorate. Il portale è in occhialino.
Si accede scendendo una severa scala di granito: la Madonna in trono quattrocentesca, affresco strappato da una casa di Lava, i bei quadri seicenteschi, appena restaurati, il piccolo tabernacolo dell'altare di San Sebastiano e le sue preziose statuette lignee, i bellissimi candelabri argentati, le porte in noce antico, i magnifici mobili della sacrestia con colonnine tortili e delicati capitelli di foglie d'acanto.

## Società

### Tradizioni e folclore
Gli scütüm sono nei dialetti camuni dei soprannomi o nomiglioli, a volte personali, altre indicanti tratti caratteristici di una comunità. Quello che contraddistingue gli abitanti di Lava è Petè.